# Plaza de San Blas (Alicante)
La plaza de San Blas se encuentra en la ciudad española de Alicante. Situada en el barrio de San Blas-Santo Domingo, fue inaugurada 2 de junio de 1985, coincidiendo con la celebración en el barrio de las fiestas de Moros y Cristianos.

## Historia
Hasta comienzos del siglo xx, la baja densidad de población del lugar y el hecho de tratarse por entonces de una zona periférica lindante con campos de explotación agrícola, fueron la causa de la carencia de espacios públicos verdes en el barrio.
La aprobación del Plan General del año 1956, en la que se ordenaba una amplia zona de la ciudad, dio posteriormente origen a la plaza. Sin embargo, hasta mediados de la década de 1970 no surgieron las primeras peticiones vecinales para la creación de un espacio verde, y no fue hasta 1976 que el Ayuntamiento aprobó la creación de la nueva plaza pública.
Su urbanización desembocó en polémica por el reparto de usos del espacio público entre zonas verdes ajardinadas y pistas polideportivas. Finalmente se unificó todo el espacio, abarcando las instalaciones deportivas de nueva creación, aumentando el área ajardinada y eliminando parte del vial público. El proyecto original de urbanización fue realizado por los arquitectos municipales Miguel Garulo y Francisco de León, y tras sufrir diversas modificaciones, fue continuado por Miguel Ángel Cano.
La nueva plaza fue inaugurada el 2 de junio de 1985 y considerada por entonces como la de mayores dimensiones de la ciudad. El espacio resultante es de planta irregular, configurando casi un arco de circunferencia y encontrándose dividido en plataformas debido a la pendiente del terreno. Originalmente disponía de dos fuentes, una en la zona sur en forma de alberca con una escultura de Adrián Carrillo denominada Movimiento ascendente, y otra en la norte con motivos geométricos.
La plaza fue completamente remodelada en el año 2025, mejorando su accesibilidad e incorporando nuevo mobiliario urbano y zonas ajardinadas, incluyendo la plantación de 215 nuevos árboles. Además, se ha realizado una nueva canalización para el riego con agua regenerada desde el Monte Tossal.